# Phytoliriomyza scotica
Phytoliriomyza scotica är en tvåvingeart som beskrevs av Spencer 1962. Phytoliriomyza scotica ingår i släktet Phytoliriomyza och familjen minerarflugor. Inga underarter finns listade i Catalogue of Life.